# Autorretrato (Giovanni Bellini)
Autorretrato é uma pintura a óleo do pintor italiano Giovanni Bellini, datada de cerca de 1500 e mantida na Galeria Capitolina dos Museus Capitolinos.
Este autorretrato pode ser comparado ao Retrato de um Homem feito na mesma época pelo artista e atualmente conservado na Galeria Uffizi, em Florença.